# Democracia (Venezuela)
Democracia é um município da Venezuela localizado no estado de Falcón .
A capital do município é a cidade de Pedregal.